# 알료샤
알료샤(우크라이나어: Aльоша, 영어: Alyosha, 1986년 5월 14일 ~ )는 우크라이나의 가수이다. 유로비전 송 콘테스트 2010에서 우크라이나 대표로 참가했다.